# Истмонд, Крэйг
Крэйг Лео́н И́стмонд (англ. Craig Leon Eastmond; 9 декабря 1990, Лондон) — английский футболист, защитник клуба «Уилдстон». В молодёжной команде начинал как правый защитник, но потом переквалифицировался в опорного полузащитника.

## Биография
Родился в лондонском районе Уэндсворт. Начинал карьеру в детской команде клуба «Миллуолл», затем присоединился к «Арсеналу» в возрасте 11 лет. В «Миллуолле» он играл в центре полузащиты, но в молодёжной команде «Арсенала» играл на позиции правого защитника. В 2009 году завоевал «дубль» — взял Молодёжный кубок Англии и одержал победу в Молодёжном чемпионате Англии. 30 июня 2009 года было опубликовано заявление, из которого следовало, что Истмонд с тремя другими молодыми игроками «Арсенала» подписал профессиональные контракты.
Арсен Венгер принял решение, что лучшие свои качества Истмонд сможет проявить на позиции опорного полузащитника. По его мнению, Крэйгу не хватает резкости, мобильности для того, чтобы играть справа в защите, зато он обладает футбольным интеллектом, который необходим опорнику.
Дебют Истмонда в первой команде состоялся 28 октября 2009 года в матче на Кубок Футбольной лиги против «Ливерпуля», он помог «Арсеналу» организовать первый гол; его команда победила тогда со счётом 2:1.
В чемпионате Англии Крэйг впервые появился на поле в матче против «Портсмута» 30 декабря 2009 года, выйдя на замену на 85-й минуте, «Арсенал» в том матче победил со счётом 4:1. Впервые в стартовом составе своей команды он вышел 17 января 2010 года на матч против «Болтон Уондерерс», рядом с Сеском Фабрегас и Абу Диаби в полузащите, «канониры» победили в том матче со счётом 2:0. Арсен Венгер остался доволен его полноценным дебютом, хотя отметил, что Истмонд пока не готов играть весь матч. 24 января 2010 года он дебютировал в Кубке Англии в матче против «Сток Сити». 13 января 2010 года Истмонд подписал долгосрочное соглашение с «Арсеналом».
9 сентября 2015 подписал контракт с клубом Национальной Лиги «Саттон Юнайтед». В сезоне 2020/21 помог клубу впервые в своей истории выйти в Лигу 2.

## Достижения
- Молодёжный кубок Англии — 2009
- Молодёжный чемпионат Англии — 2009